# Oxira urupina
Oxira urupina là một loài bướm đêm trong họ Noctuidae.